# Луценко, Евгений Валентинович
Евге́ний Валенти́нович Луце́нко (укр. Євген Валентинович Луценко; 10 ноября 1980, Киев, СССР) — украинский футболист, полузащитник. Выступал за сборную Украины. После завершения игровой карьеры работал футбольным агентом.

## Биография
Начинал свою карьеру в киевском спорт-интернате, в 1996 году переехал в школу бельгийского «Андерлехта». В 1999 году подписал профессиональный контракт со швейцарским клубом «Лозанна», в котором сразу же стал вице-чемпионом и финалистом Кубка Швейцарии. Затем стал стабильным игроком основы, но в 2002 году у клуба начались финансовые проблемы, и Евгений Луценко стал свободным агентом. Тогда им заинтересовался тренер итальянского «Ливорно» Дино Дзофф. С Луценко подписали контракт на два года, но у тогдашнего новичка Серии Б возникли проблемы с квотой для игроков не из ЕС и затем Луценко оказался в московском «Динамо».
Защищал цвета молодёжной и юношеских сборных Украины. За сборную Украины сыграл 2 матча. Дебют 11 октября 2003 года в товарищеском матче со сборной Македонии, вышел на 50 минуте матча вместо Адриана Пуканыча.
После завершения игровой карьеры работал в футбольном агентстве Дениса Онищенко и Александра Панкова «One Football Agency», где специализировался на молодых игроках до 20—21 года.

## Достижения
- Бронзовый призёр чемпионата Украины (1): 2005/06
- Обладатель Кубка Украины (1): 2009/10